# Бела Суон
Изабела „Бела“ Мари Суон (по-късно Бела Мари Кълън, на английски: Bella Swan) е главна героиня от поредицата книги „Здрач“ на Стефани Майер. Поредицата „Здрач“, която се състои от книгите: „Здрач“, „Новолуние“, „Затъмнение“ и „Зазоряване“ са главно разказани от нейната гледната точка.

## Биография и външност
Бела Суон е родена във Форкс, щата Вашингтон на 13 септември 1997 г. и живее във Финикс заедно с майка си Рене и новия ѝ съпруг – Фил, който е бейзболист в малката лига. Когато Рене и новият баща на Бела заминават за Флорида, тя решава да замине за Форкс, за да прекара известно време с баща си Чарли – шеф на Форкската полиция. 17-годишната Бела се влюбва в момче с бледа кожа и златисто-кафяви очи, което се оказва, че не е човек, а вампир. Името му е Едуард Кълън. Между тях започва страстна любов изпълнена с премеждия.